# Yoon Hyun
Yoon Hyun (윤현–?, 尹鉉?, Yun HyeonLR, Yun HyŏnMR; 5 aprile 1966) è un ex judoka sudcoreano, vincitore di una medaglia d'argento ai Giochi olimpici di Barcellona 1992.

## Palmarès
| Anno | Manifestazione | Sede       | Evento | Risultato | Note |
| ---- | -------------- | ---------- | ------ | --------- | ---- |
| 1989 | Mondiali       | Belgrado   | 60kg   | Bronzo    |      |
| 1991 | Mondiali       | Barcellona | 60kg   | Argento   |      |
| 1991 | Asiatici       | Osaka      | 60kg   | Oro       |      |
| 1992 | Olimpiadi      | Barcellona | 60kg   | Argento   |      |